# Baldock
Baldock – miasto w Wielkiej Brytanii, w Anglii, w regionie East of England w hrabstwie Hertfordshire. W 2001 miasto to zamieszkiwało 9 900 osób. 
W tym mieście ma swą siedzibę klub piłkarski – Baldock Town Letchworth F.C.